# 奧古斯特·德·博阿爾內
洛伊希滕貝格公爵奧古斯特·德·博阿爾內（法語：Auguste de Beauharnais, duc de Leuchtenberg；1810年12月9日—1835年3月28日）在葡萄牙稱為奧古斯都（葡萄牙語：Augusto）是葡萄牙女王瑪麗亞二世的第一任丈夫，也是葡萄牙配親王。奧古斯特從父親那裡繼承了洛伊希滕貝格公爵和艾希施泰特親王的頭銜，還從祖母約瑟芬·德·博阿爾內那裡繼承了納瓦拉公爵的頭銜。1829年11月5日，巴西皇帝佩德羅一世為自己妻子洛伊希滕貝格的阿美莉的弟弟奧古斯特設立聖克魯斯公爵，而奧古斯特在五年後成為了他的女婿。

## 早年生活

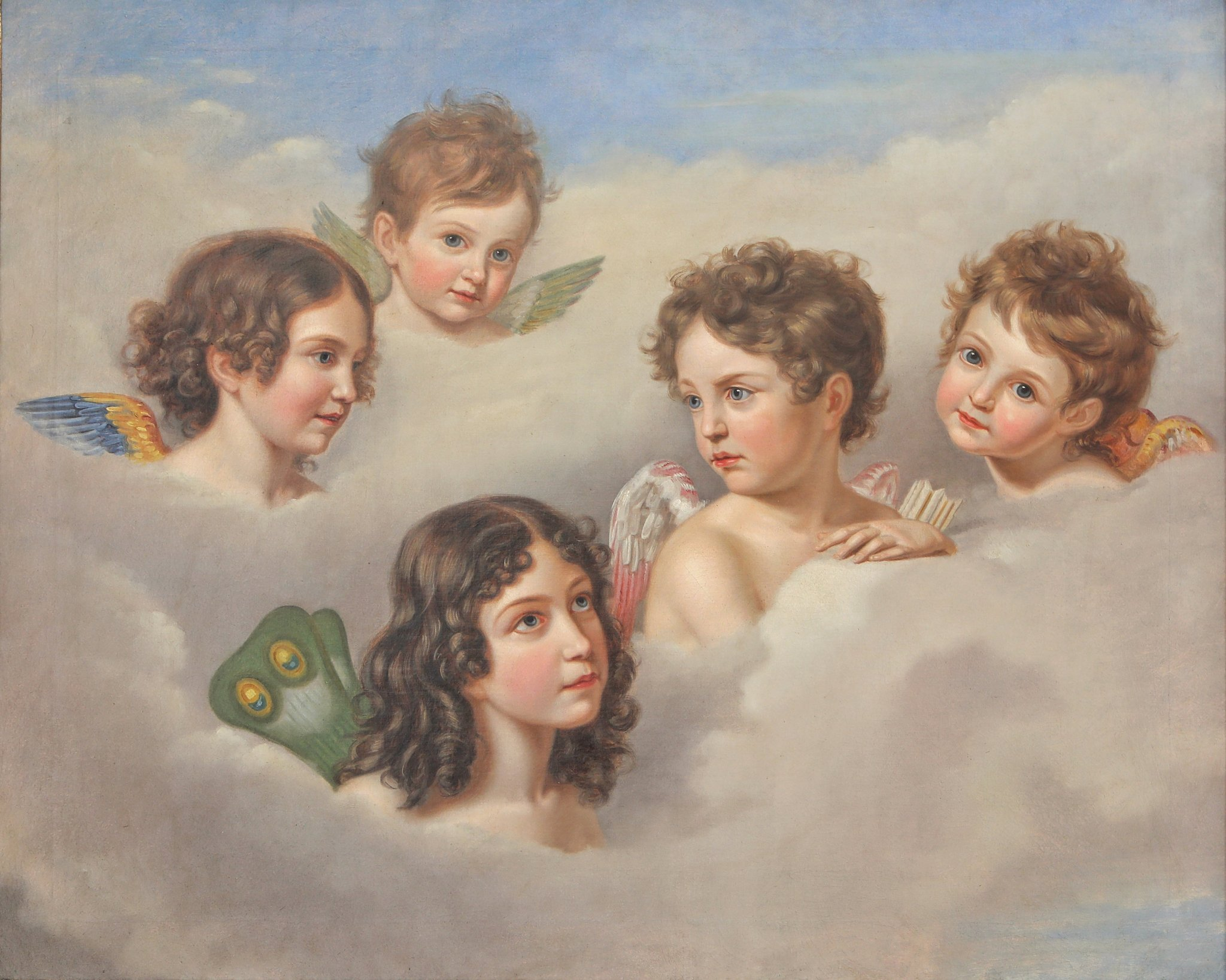
欧仁·德·博阿尔内最大的五個孩子

1810年12月9日，奧古斯特在倫巴第米蘭出生，是拿破崙一世的繼子欧仁·德·博阿尔内和巴伐利亞的奧古斯塔公主的長子和第三個孩子。考慮到他的父系血統，奧古斯特本人與王室的關係非同尋常。他的姐妹當中長姐洛伊希滕貝格的約瑟芬嫁給了瑞典國王奧斯卡一世，成為了瑞典王后；長妹洛伊希滕貝格的阿美莉成為奧古斯特岳父巴西皇帝佩德羅一世妻子，成為了巴西皇后；小妹洛伊希滕貝格的塞奧多琳德嫁給了第一代乌拉赫公爵威廉，她兒子第二代乌拉赫公爵威廉·卡尔後來成為了立陶宛國王明道加斯二世；弟弟馬克西米利安·德·博阿爾內則娶了俄羅斯的瑪麗亞·尼古拉耶芙娜女大公。
奧古斯特的童年是在巴伐利亞王國的慕尼黑生活的。慕尼黑是巴伐利亞王室維特爾斯巴赫王朝的居住地，他透過母親巴伐利亞的奧古斯塔公主成為了這個王室家庭的一份子。奧古斯特的父親歐仁教導他軍事，母親則教導他天主教知識。

## 洛伊希滕貝格公爵

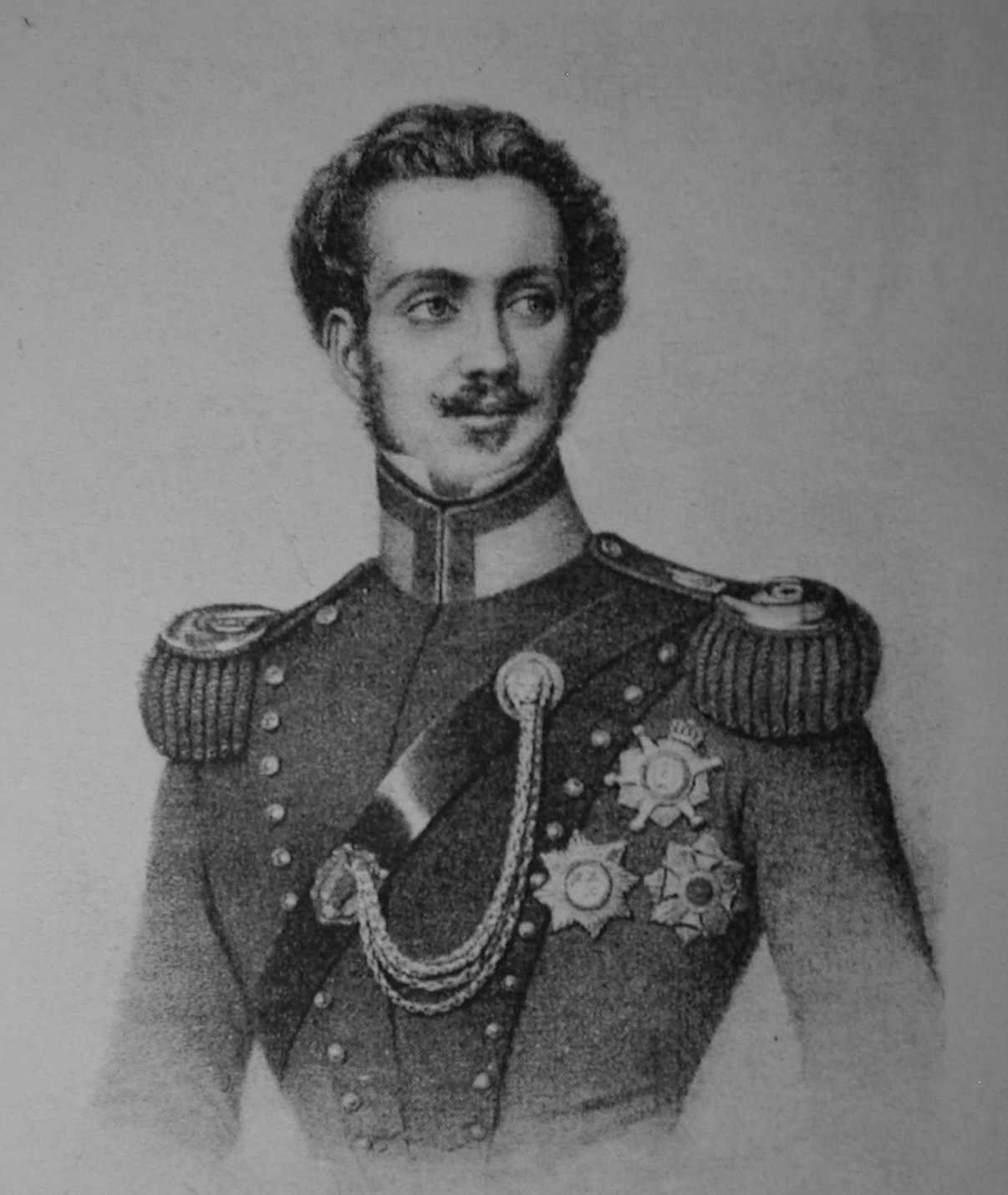
奧古斯特的版畫

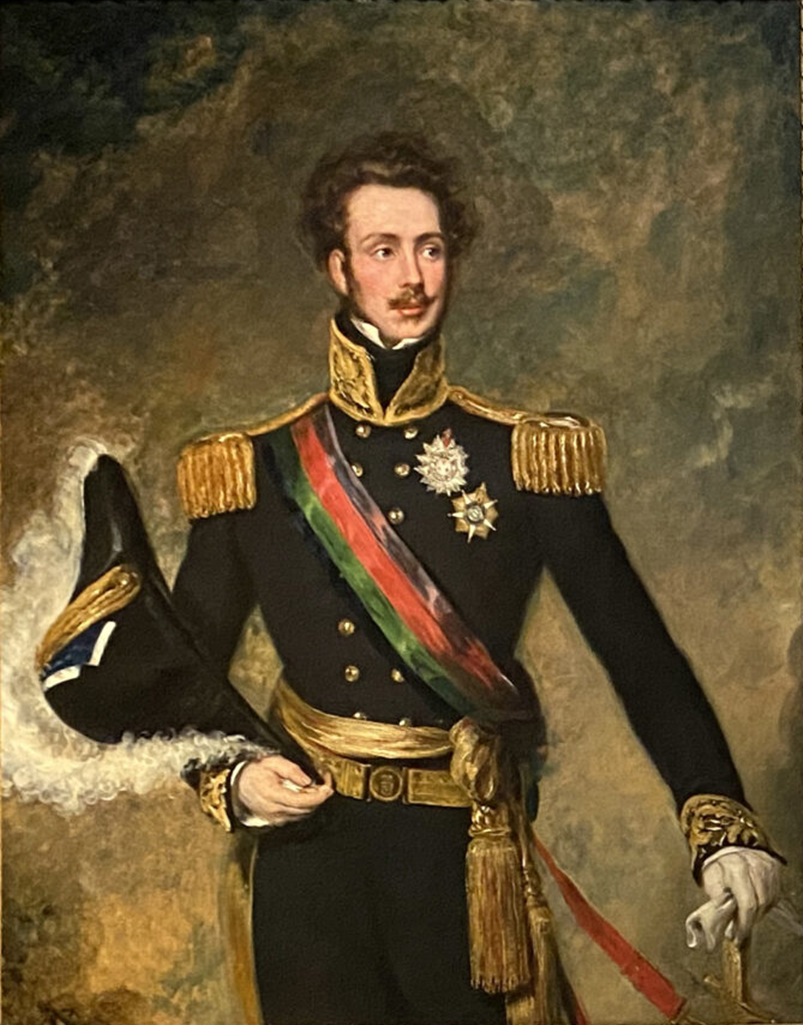
葡萄牙配親王奧古斯特的肖像

1817年11月14日，奧古斯特的外祖父巴伐利亞國王馬克西米利安一世·約瑟夫授予欧仁·德·博阿尔内洛伊希滕貝格公爵和艾希施塔特親王的頭銜。在此前，歐仁於1815年失去了拿破崙家族頭銜、意大利王國或是法蘭克福大公國的相關期望。儘管最終條約中承諾建立一個獨立的公國，維也納會議還是休會了，沒有為歐仁建立一個國家，因此奧古斯特和他的兄弟姐妹沒有繼承權。除了空有的洛伊希滕貝格公爵頭銜之外，還增加了艾希施泰特的土地作為嫁妝，馬克西米利安國王也將其封為名義上的公國。歐仁的長子奧古斯特是這筆微薄財產的繼承人，他在1824年2月21日歐仁去世時繼承了這筆財產。
1831年2月4日，奧古斯特成為了新創立的比利時王位的三位候選人，他與拿破崙的關係減輕了一些列強的擔憂，擔心這個從荷蘭脫離出來的天主教王國可能會與同樣是天主教與革命的國家結成過於緊密的聯盟。但在比利時國民議會的兩次選舉中，奧古斯特位居第二，僅次於法國國王路易-菲利普一世的小兒子內穆爾公爵路易，但領先來自哈布斯堡王朝的候選人泰申公爵卡爾大公。雖然路易當選，但迫於列強的壓力下，比利時當局被迫放棄這個想法。而最終，王位反而落到了英國候選人薩克森-科堡的利奧波德親王手中。但對這個非出身王族的人來說，已經是成功一半了。
與巴西皇帝佩德羅一世進行代理婚禮後，在妹妹阿美莉堅持要求兄長奧古斯特陪同她一起前往巴西。奧古斯都本來不想答應阿美莉的要求，但在母親的鼓勵下前往了里約熱內盧。臨行前，尚未成年的年輕人留下了遺囑。在巴西，奧古斯特定居在聖克里斯托旺宮，並於妹夫的關係十分親密。1829年11月5日的一份憲章中，佩德羅給予奧古斯特在巴西全境享有殿下（Royal Highness）的尊號，此前所使用的頭銜為殿下（Serene Highness），同時授予了聖克魯斯公爵的頭銜。

## 葡萄牙配親王
1828年，佩德羅一世在離開巴西回到歐洲後，奧古斯特帶著家人返回了巴伐利亞。當佩德羅一世在1834年為女兒瑪麗亞二世奪回葡萄牙王位後，奧古斯特被選為女王的丈夫因為他在巴西逗留期間與他的妹妹阿美莉一起展示了他的高尚的品質。為了滿足姐夫的願望，奧古斯都委託他的妹妹的繼女葡萄牙女王瑪麗亞二世結婚。1834年12月1日舉行代理婚禮；1835年1月26日在里斯本大教堂舉行了正式的婚禮。奧古斯特成為了葡萄牙軍隊元帥和王國貴族，並在結婚幾天後就任上議院議員。
1835年3月28日，奧古斯特在里斯本的內塞西達迪什宮去世，當時他剛結婚兩個月，女王也尚未懷孕。他年紀輕輕就突然去世，在里斯本引起了極大的騷動，甚至有傳言稱王夫是被毒死的。然而，在寫給奧古斯塔公主的一封信中，博阿爾內兄弟倆的前女僕范妮·莫康布爾描述了奧古斯特病情的迅速演變，奧古斯特是因為喉部疾病而逝世的。在之後的尸檢後，由於沒有及時治癒疾病造成的。他們發現他的喉嚨、食道和胃嚴重發炎。
奧古斯特最終葬於里斯本城外聖文生修道院，而瑪麗亞二世在隔年於薩克森-科堡-哥達-科哈裡的斐迪南親王結婚。